# Fraňo Kráľ
Fraňo Kráľ (n. 3 martie 1903 - d. 3 ianuarie 1955) a fost un scriitor slovac proletcultist.
Prin scrierile sale promovează socialismul și critică capitalismul.

## Scrieri
- 1930: Negru pe paletă ("Čerň na palete")
- 1945: Din noapte până la răsăritul soarelui ("Z noci do úsvitu")
- 1952: Drum de primăvară ("Jarnou cestou")
- 1954: Mijește de ziuă dincolo de pădurile întunecate ("Bude ako nebolo").

1. ↑  Čestný titul národní umělec (PDF) (în cehă), 17 ianuarie 2015, accesat în 3 noiembrie 2022